# Baraka Atkins
Baraka Atkins (Sarasota, 28 settembre 1984) è un ex giocatore di football americano statunitense che ha militato nel ruolo di outside linebacker nella National Football League.

## Carriera
Al college Atkins giocò a football a Miami. Fu selezionato dai Seattle Seahawks nel corso del quarto giro (120º assoluto) del Draft NFL 2007. Nella sua stagione da rookie disputò 12 partite, mettendo a segno 5 tackle. L'anno seguente giocò 9 partite con gli unici due sack in carriera. Quelle furono le sue ultime presenze nella NFL. Fu membro anche dei San Francisco 49ers, dei Denver Broncos, dei Pittsburgh Steelers, dei Dallas Cowboys e dei New Orleans Saints ma senza scendere mai in campo in gare ufficiali.